# Chinmmgera, Afzalpur
Chinmmgera là một làng thuộc tehsil Afzalpur, huyện Gulbarga, bang Karnataka, Ấn Độ.